# Баниачанг
Баниачанг (бенг. বানিয়াচং, англ. Baniachang) — город на востоке Бангладеша, административный центр одноимённого подокруга. Площадь города равна 3,06 км². По данным переписи 2001 года, в городе проживало 21 111 человек, из которых мужчины составляли 50,75 %, женщины — соответственно 49,25 %. Уровень грамотности взрослого населения составлял 25,3 % (при среднем по Бангладеш показателе 43,1 %). В прошлом Баниачанг был столицей древнеиндийского царства Силхет.